# Трухан, Иван Иванович
Трухан Иван Иванович (11 декабря 1915, Каменка, Бобруйский район (по другим источникам Глусский район) — 16 июня 2000) — советский белорусский ученый в области экономики и экономической географии. Кандидат географических наук (1949), профессор (1977).

## Биография
Происходил из крестьянской семьи. В 1934—1938 учился в Белорусском институте народного хозяйства на факультете народохозяйственного учёта. Затем поступил в аспирантуру на кафедру экономической географии в БГУ.
В годы Великой Отечественной войны работал в Пензенской области в одной из средних школ, впоследствии — директором Сардебского педагогического училища.
В 1944—1946 учился в Высшей партийной школе при ЦК ВКП(б). В 1946—1949 работал главным редактором Совинформбюро при Совете министров СССР и по совместительству преподавателем в МГТУ имени Баумана.
В 1949 защитил диссертацию на степень кандидата географических наук на тему «Льнопромышленность БССР и её сырьевая база». После этого переведен в Минск в БГУ. В 1954 году ему присвоено звание доцента, в 1977 — профессора.
С 1958 по 1962 работает деканом географического факультета БГУ.
В 1962—1965 — ректор БГИНХ. С 1965 был директором НИИ экономики и ЭММ при Госплане БССР, впоследствии преподавателем.
В 1967. И. И. Трухан снова возвращается в БГУ, возглавляет кафедру экономической географии БССР. С 1982 — на пенсии.

## Научная деятельность
Научные интересы в основном связаны с экономической географией Беларуси. Исследовал географию отраслей и регионов Беларуси, в частности Белорусского Полесья, перспективы развития городов и сел республики.
Опубликовал более 50 научных трудов. Один из авторов учебника «География Беларуси» для ВУЗов. Принимал участие в подготовке Атласа БССР 1958 года, учебников по экономической географии СССР, справочников о СССР, республикам Прибалтики, Беларуси, Украине, Молдавии, Москве.
Подготовил 6 кандидатов и 2 докторов наук.
И. И. Трухан в 1963 в составе делегации БССР принимал участие в сессии Генеральной Ассамблеи ООН.

### Основные труды
- Белорусская ССР: [экон.-геогр. очерк] / [авт.: Ф. С. Мартинкевич и др. ; отв. ред. Г. Т Ковалевский, Ф. С. Мартинкевич] ; Ин-т экономики АН БССР. — Москва: Географгиз, 1957. — 488 с. (в суаўт.)
- Хрэстаматыя па геаграфіі Беларускай ССР / Навукова-даследчы ин-т педагогікі М-ва асветы БССР; Состав. А. Ф. Якушка; Пад рэд. А. Дзяменцьева, I. I. Трухана. — Минск: Вучпедвыд БССР, 1962. — 211с. (в суаўт.)
- Экономическая география БССР / У. И. Гладкий, Е. Г Гуцев, С. Н. Мельничук и др.; Под общ. ред. С. Н. Мельничука. — Мн. : Вышэйшая школа, 1967. — 240с. (в суаўт.)
- Экономическая география Белоруссии: учеб. пособие для студ. экон. вузов и фак. / [В. И. Гладкий и др.]; под общ. ред. С. Н. Мельничука. — Изд. 2-е, перераб. и доп. — Минск: Вышэйшая школа, 1973. — 248 с. (в суаўт.)
- География Белоруссии: учебник для студ. геогр. фак. вузов. — 2-е изд., перераб. — Минск: Вышэйшая школа, 1977. — 320 с. (в суаўт.)
- Экономическая география Белоруссии: Учеб. пособие для экон. вузов и фак. / В. И. Гладкий, Е. Гричук, Е. Г Гуцев и др. ; Под общ. ред. С. Н. Мельничука. — 3-е изд., перераб. и доп. — Мнинск: Вышэйшая школа, 1982. — 224с. (в суаўт.)
- Белорусское Полесье: проблемы развития и размещения производительных сил / [И. И. Трухан и др.]; под ред. С. И. Сидора. — Минск: Изд-во БГУ, 1983. — 175с. (в суаўт.)